# Carl Johan Yngström
Carl Johan Yngström, född 29 juli 1814 i Filipstad, död 9 januari 1907 på Valåsens herrgård, i Karlskoga socken, var en svensk brukspatron.

## Biografi
Carl Johan Yngström var son till bruksägaren Jonas Yngström och Brita Maria Carlsdotter. Släkten härstammade från Yngshyttan. Han studerade vid Bergsskolan i Filipstad 1833. Efter anställning vid Bjurbäckens bruk, Mölnbacka och Munkfors var han bruksförvaltare vid Björneborg 1843–1852 samt disponent för Hällefors bruk i Västmanland 1852–1859. Under en tid innehade han bruken Finnshyttan, Fogdhyttan och Storbron. 1856 inköpte han den betydande i västra Närke belägna egendomen Villingsberg med järnbruk, 1870 Ölsboda samt 1882 Valåsen i Karlskoga. Genom arv erhöll han 1878 även Norra Saxån nära Filipstad. Samtliga egendomar överlät han till ett av honom bildat aktiebolag, benämnt Villingsbergs AB. 1906 sålde han Villingsbergs AB:s tillgångar med undantag av Ölsboda. Yngström var en brukspatron av den gamla stammen och ansågs på sin tid som en av Bergslagens skickligaste bruksidkare. Han var en klok och kraftfull man, som i nära femtio år för egen räkning ledde bruksskötsel och drev järnhantering samt dessutom enligt Carl Sahlin var "eftersökt som bruksrådgivare i hårda tider och svåra trångmål". Till hans minne donerade arvingarna 1907 en stipendiefond på 20.000 kronor till Tekniska högskolans avdelning för bergsvetenskap.
Yngström var gift med Louise Berggren, dotter till Bernhard Berggren.